# Людвиново (Берестовицкий район)
Людвино́во (бел. Людвінова, встречается также бел. Людзвінова) — деревня в Берестовицком районе Гродненской области Белоруссии.
Входит в состав Берестовицкого сельсовета.
Расположена у восточной границы района. Расстояние до районного центра Большая Берестовица по автодороге — 5 км и до железнодорожной станции Берестовица — 13 км (линия Мосты — Берестовица). Ближайшие населённые пункты — Вороны, Зборы, Эйминовцы. Площадь занимаемой территории составляет 0,1173 км², протяжённость границ 3058 м.

## Название
Название происходит от имени прежнего владельца деревни (тогда ещё фольварка) Людвина Каховского.

## История
Людвиново отмечено на карте Шуберта (середина XIX века) как фольварк Людвинов. На 1845 год числилось в составе Гродненского уезда Гродненской губернии, часть имения Большая Берестовица, принадлежавшего Л. Коссаковской. Насчитывало 333 десятины 30 саженей земель помещика, из них 314 десятин пашенной земли. К фольварку были приписаны деревня Эйминовцы, 39 крестьянских тяглых дворов и 286 крестьян. В 1890 году хутор в составе Велико-Берестовицкой волости, владение С. Коссаковского. По описи 1897 года фольварк, насчитывавший 2 строения с 24 жителями. В 1905 году 3 жителя. На 1914 год — 53. С августа 1915 по 1 января 1919 года входило в зону оккупации кайзеровской Германии. Затем, после похода Красной армии, в составе ССРБ. В феврале 1919 года в ходе советско-польской войны занято польскими войсками, а с 1920 по 1921 год войсками Красной Армии.
После подписания Рижского договора, в 1921 году Западная Белоруссия отошла к Польской Республике и Людвиново было включено в состав новообразованной сельской гмины Велька-Бжостовица Гродненского повета Белостокского воеводства. В 1924 году числилось как одноимённые колония (строений и населения нет) и фольварк Людвинув (пол. Ludwinów), насчитывавший 1 дым (двор) и 6 душ (4 мужчины и 2 женщины). Из них 5 католиков и 1 православный; 5 поляков и 1 белорус.
В 1939 году, согласно секретному протоколу, заключённому между СССР и Германией, Западная Белоруссия оказалась в сфере интересов советского государства и её территорию заняли войска Красной армии. В 1940 году Людвиново вошло в состав новообразованного Данилковского сельсовета Крынковского района Белостокской области БССР. С июня 1941 по июль 1944 года оккупировано немецкими войсками. Деревня потеряла 4 жителей, погибших на фронте и в партизанской борьбе. С 20 сентября 1944 года в Берестовицком районе. В 1959 году насчитывала 79 жителей. С 25 декабря 1962 года по 30 июля 1966 входила в состав Свислочского района. В 1970 году насчитывала 99 жителей. С 12 ноября 1973 года в Пархимовском сельсовете. На 1998 год насчитывала 18 дворов и 27 жителей, магазин. С 1944 по 1950 год в колхозе «Октябрьская революция», Затем до 20 июня 2003 года в составе колхоза «Победа» (бел. Перамога). 18 октября 2013 года переведена в состав Берестовицкого сельсовета.

## Население
| 1897 | 1905 | 1914 | 1924 | 1959 | 1970 | 1998 | 1999 | 2009 | 2015 |
| ---- | ---- | ---- | ---- | ---- | ---- | ---- | ---- | ---- | ---- |
| 24   | 3    | 53   | 6    | 79   | 99   | 27   | 29   | 20   | 8    |

## Транспорт
Через деревню проходит республиканская автомобильная дорога Р100 Мосты—Большая Берестовица. Также Людвиново связано дорогами местного значения:
- Н6231 с Эйминовцами;
- Н20129 со Старинцами